# Боут-Блафф
Боут-Блафф (англ. Boat Bluff Lighthouse) — канадський маяк у регіоні Кітімат-Стекін (Британська Колумбія). Обслуговує Внутрішній прохід; історична пам'ятка і друге (після острова Морсбі) найвологіше місце в Канаді.

## Географія
Розташований у найбільш південній частині острова Сара, котрий лежить одразу на схід від острова Принсесс-Роял.

### Клімат
Маяк знаходиться у зоні, котра характеризується морським кліматом. Найтепліший місяць — серпень із середньою температурою 15.1 °C (59.1 °F). Найхолодніший місяць — січень, із середньою температурою 3.6 °С (38.4 °F).
| Клімат Боут-Блаффа      | Клімат Боут-Блаффа | Клімат Боут-Блаффа | Клімат Боут-Блаффа | Клімат Боут-Блаффа | Клімат Боут-Блаффа | Клімат Боут-Блаффа | Клімат Боут-Блаффа | Клімат Боут-Блаффа | Клімат Боут-Блаффа | Клімат Боут-Блаффа | Клімат Боут-Блаффа | Клімат Боут-Блаффа | Клімат Боут-Блаффа |
| Показник                | Січ.               | Лют.               | Бер.               | Квіт.              | Трав.              | Черв.              | Лип.               | Серп.              | Вер.               | Жовт.              | Лист.              | Груд.              | Рік                |
| Абсолютний максимум, °C | 18                 | 17                 | 20                 | 25,5               | 31,5               | 33,5               | 32,5               | 33                 | 30                 | 21                 | 16,5               | 15,5               | 33,5               |
| Середній максимум, °C   | 6                  | 6,6                | 8,3                | 10,9               | 14,1               | 16,6               | 18,7               | 19                 | 16,2               | 11,7               | 7,6                | 5,8                | 11,8               |
| Середня температура, °C | 3,6                | 3,9                | 5,3                | 7,4                | 10,4               | 12,9               | 14,7               | 15,1               | 12,8               | 9                  | 5,2                | 3,6                | 8,7                |
| Середній мінімум, °C    | 1,2                | 1,2                | 2,2                | 3,9                | 6,6                | 9                  | 10,8               | 11,1               | 9,4                | 6,4                | 2,9                | 1,4                | 5,5                |
| Абсолютний мінімум, °C  | −16                | −17,5              | −14                | −1                 | −1                 | 4                  | 5,5                | 6,5                | 4                  | −7,6               | −20,2              | −14                | −20,2              |
| Норма опадів, мм        | 601.9              | 428.5              | 428.4              | 389.1              | 257.7              | 226.2              | 179.8              | 231.4              | 366                | 631.8              | 677.8              | 628.1              | 5046.8             |
| Днів з опадами          | 22                 | 20                 | 22,3               | 21,4               | 19,6               | 17,4               | 16,2               | 16,7               | 18,9               | 25,1               | 24,9               | 24,6               | 249,2              |
| Днів з дощем            | 22                 | 18,6               | 22,2               | 21,4               | 19,7               | 17,8               | 16,7               | 17,4               | 19,4               | 24,6               | 24,5               | 23,9               | 247,9              |
| Днів зі снігом          | 4,7                | 4,5                | 3,5                | 1,2                | 0                  | 0                  | 0                  | 0                  | 0                  | 0,3                | 1,7                | 4,3                | 20,1               |
| ----------------------- | ------------------ | ------------------ | ------------------ | ------------------ | ------------------ | ------------------ | ------------------ | ------------------ | ------------------ | ------------------ | ------------------ | ------------------ | ------------------ |
| Джерело: Weatherbase    |                    |                    |                    |                    |                    |                    |                    |                    |                    |                    |                    |                    |                    |